# 田名網敬一
田名網 敬一（たなあみ けいいち、1936年7月21日 - 2024年8月9日）は、日本のアーティスト、グラフィックデザイナー、イラストレーター、映像作家。

## 人物・来歴
1936年、東京の服地問屋の長男として生まれる。1941年に日本の真珠湾攻撃によって太平洋戦争が勃発すると、田名網の生家は危険に晒される。1942年4月18日の東京初空襲の後、田名網は京橋を離れ、目黒の権之助坂付近にあった祖父の家に居を移す。1945年、9歳の時に東京大空襲を経験する。この時脳裏に焼き付いた数々の光景は、田名網が後に描き出す作品の主要なモチーフを占める事になる。轟音を響かせるアメリカの爆撃機、それを探すサーチライト、爆撃機が投下する焼夷弾、火の海と化した街、逃げ惑う群衆、そして祖父の飼っていた畸形の金魚が爆撃の光に乱反射した水槽を泳ぐ姿である。
「食べたい盛り、遊びたい盛りの幼少年期を、戦争という得体の知れない怪物に追い回されていた私の見る夢には、恐怖や不安、怒りや諦めなどが渦巻いていたに違いない。そういえば空襲の夜、禿山の上から逃げ惑う群衆を眺めていたことがある。だが、ふと私は思うことがある。あれは現実に起こったことなのだろうか。私の記憶では夢と現実がゴッチャになって、曖昧なまま記録されているのである。」
（田名網敬一）
また、父親の紹介により、当時人気漫画家であった原一司の（『カンラ・カラ兵衛』『ヨウちゃん』の作者）と知遇を得て、作品を見てもらう機会を持つ。原の突然の死をきっかけに、美術学校への進学を目指すようになる。
三田高校に進学すると、上級生や近所の画材店との出会いをきっかけに、本格的に美術や絵画に関心を持つようになる。近隣の画材店の店主から「模写を描けば絵の具などを提供する」と持ちかけられ、ゴッホ、ルノワール、モジリアーニなどの作品を模倣し、報酬として画材や少額の金銭を受け取っていた。
また、校内の先輩からユトリロや佐伯祐三の画風を紹介されたことで、美術への視野が広がり、模写を通じて印象派の絵画技法にも触れるようになる。画材店の店主からは、下塗りの方法や絵具の扱い方、印象派に特有の色彩理論などを実地で学び、非公式ながらも実践的な美術教育を受けた。
その後、イラストレーター沢田重隆に師事し、阿佐ヶ谷美術研究所を経て武蔵野美術大学へ進学。その才能は学生時代より広く知られ、在学2年生（1958年）の時にイラストレーション、デザインの権威団体の主催する展覧会（日宣美）で「特選」を受賞する。卒業後、一度は広告代理店に就職するも、個人への仕事のオファーが多すぎて1年足らずで退社。その後1960年代を通して、イラストレーター、グラフィックデザイナーとして多忙な日々を過ごす傍ら、戦後日本を象徴する芸術運動の1つであるネオ・ダダイズム・オルガナイザーズと行動を共にし、1960年代半ば以降当時アートとしては最も新しいメディアであった映像作品の制作にも没頭する。
「1960年代、赤坂の草月会館では様々なジャンルを越境し横断するイベントが定期的に開かれていた。小野洋子のハプニングやナムジュン・パイクのビデオやアメリカの実験映画などが次々に登場した。そんなとき、「アニメーションフェスティバル」（1964年）が開催されるというニュースを聞いた。なんとしてもアニメーションを作りたかった私は、久里洋二の実験漫画工房に強引に頼み込み、『仮面のマリオネットたち』（35mm、8分）を制作した。その後も、『Good by Marilyn』(1971)、『Good by Elvis and UAS』(1971)、『Crayon Angel』(1975)、『Sweet Friday』（1975）と私のアニメーション制作は続いた。」
（田名網敬一）
　
1967年、初めてのニューヨーク旅行を経験する。このとき、アメリカの消費社会の繁栄の渦の中にあって力強く輝くウォーホルの生の作品に触れた田名網は、デザイナー活動の中にアートの新たな可能性を直に感じる。
「その頃のウォーホルは、商業美術家であるイラストレーターからアーティストに移行する過程の時期で、美術の世界に切り込んでいった彼の取った戦略を、生の場所で観察・体験したのです。そこで感じたことは、彼が取った戦略というのは、広告代理店の広告戦略そのものだったということです。つまり、作品のモチーフに時代のアイコンを使ったり、活動に映画、新聞、ロックバンドなどのメディアを複合させ、ウォーホルの存在＝作品を美術マーケットに売り込んでいく、ショックを受けたと同時に、彼を自分にとってちょうど良いモデルケースとして捉えた。ウォーホルのようにやりたいことはファインアートやデザインといったひとつのメディアに限定せず、いろいろな方法でやっていこうと思った」
（田名網敬一）
サイケデリックカルチャーとポップアート全盛期の当時、田名網のポップでカラフルなイラスト、デザインワークは、国内外で高く評価され、1968年にAVANT-GARDE誌主催の「反戦ポスターコンテスト」 で入賞した作品「NO MORE WAR」や、伝説的バンド、モンキーズやジェファーソン・エアプレインのジャケットワークなど、「サイケデリックアート」、「ポップアート」の日本への導入に重要な足跡を残す作品を手掛けている。また、ハリウッド女優などをモチーフにして描かれた1970年代初めのエロティックなペインティングのシリーズは、アメリカ文化をウィットに富んだ視線で捉えた日本人アーティスト田名網の告白を示す重要な作品である。
田名網は、その後1975年に、日本版「月刊プレイボーイ」の初代アートディレクターに就任するに当たり、「PLAYBOY Magazine」本社を訪れるべく、再びニューヨークへ渡っている。この時、田名網は現地の編集者の案内で、アンディ・ウォーホルのスタジオを訪れている。この頃の田名網の作品は、映像とプリントワークを中心に、挑戦的で実験的な作品を数多く製作しており、特にその映像作品は、ドイツのオーバーハウゼン国際短編映画祭（1975年・1976年）やニューヨーク映画祭（1976年）、「オタワ国際アニメーションフェスティバル」（カナダ、1976年）などで上映されるなど高い評価を得ている。また、1976年に行われた展覧会「恋のスーパーオレンジ」（西村画廊）は、その前衛性ゆえに、個展初日に警察の立入検査によって差し止めにあった。
1981年（45歳）に肺水腫を患い生死の境を彷徨う。この経験から、1980年代-1990年代を通して、田名網は「生と死」をテーマにした作品を数多く残している。例えば、以後の田名網の作品に頻繁に登場する松の造形は、闘病中に田名網が見た幻覚のイメージに基づいている。同様に、鶴や象といった生き物や裸体の女性などと共に登場する螺旋や建築的造形といった箱庭的なモチーフも、この頃の作品の特徴である。
1999年、田名網の1960年代の作品にフォーカスを当てた展覧会が、ギャラリー360°（東京）で開催される。この展覧会を、ヤマタカEYE（ボアダムス）や、宇川直宏、KAWSといった1960年代以降に生まれた新しい世代のカルチャーリーダーが高く評価した事から、田名網敬一の作品は再び若者たちのカルチャーシーンに登場し広く支持を受ける。2005年より、ファインアートシーンにおける新作を発表。人格化した金魚、畸形のキャラクター、光線、螺旋の松、奇想的建築、少女など自身の記憶や夢の世界をペインティング、立体、映像、家具など様々なメディアで表現している。1991年より京都造形芸術大学教授に就任し、束芋などの若手作家を育成。近年の展覧会に個展「Collages」展(2015年、Corbett vs. Dempsey、シカゴ)、「空中回廊(1975–1993)」展 (2015年、NANZUKA、東京)、「Visible Darkness, Invisible Darkness」展(2016年、Sikkema Jenkins & Co.、ニューヨーク)、「The Laughing Spider」展(2016年、Karma International、チューリッヒ)、グループ展「International Pop」(2015年~16年に巡回:ウォーカー・アート・センター、ミネアポリス /ダラス美術館、ダラス)、「The World Goes Pop」(2015年、テイト・ギャラリー、ロンドン)、 「Unorthodox」展(2015~16年、ユダヤ博物館、ニューヨーク)、「Passion: Fan Behavior and Art」展(2015~16年に巡回:クンスト ラーハウス・ベタニエン、ベルリン/クンストハウス・ニュルンベルク/ルートヴィヒ美術館、ブダペスト)、「MYSTIFIERS」展(2016 年、国立現代美術センター、モスクワ)など、世界各地の美術館の展覧会に新旧の作品が招待されている。また、ここ数年、MoMA(ニューヨーク)、ウォーカー・アート・センター(ミネアポリス)、シカゴ美術館、M+(香港)、ナショナル・ポートレート・ギャラリー (ワシントン)、ハンブルガー・バーンホフ現代美術館(ベルリン)といった美術館が、新たに田名網作品の収蔵を決めている。
2023年、漫画家・赤塚不二夫への想いを馳せたコラボレーション展「TANAAMI!! AKATSUKA!! That‘s All Right!!」が渋谷PARCOで開催される。赤塚の代表作『天才バカボン』や『ひみつのアッコちゃん』に加え、幻の作品『花ちゃん寝る』をモチーフにした、ペインティング、コラージュ、ネオン、インスタレーションなど、様々な形式で新作を制作した。
2024年8月9日、くも膜下出血により死去。88歳没。

## 略歴
- 1936年 ‐ 東京都京橋に生まれる。実家は服地問屋
- 1958年 ‐『花嫁と狼』（ポスター作品）で日宣美特選受賞。翌年に銀座で個展開催
- 1960年 ‐ 武蔵野美術大学造形学部デザイン科を卒業し、博報堂に無試験で入社[5]
- 1962年 ‐ 絵本『24時』・『卵形』を制作、発表。博報堂退社
- 1975年 ‐「プレイボーイ」誌（日本版）のグラフィックデザインを手がける
- 1991年 ‐ 京都造形芸術大学教授に就任。
- 2019年 ‐ GENERATIONS from EXILE TRIBEのオリジナルアルバム「SHONEN CHRONICLE」のジャケットを手掛けた。

## 展覧会略歴

### 個展
- 1958年 「野外壁画のためのメタリック・アート展」（村松画廊・東京)
- 1959年 「メタリック・アートによる光の造形展」（サトウ画廊・東京）
- 1965年 「田名網敬一・シリーズORDER MADE」（椿近代画廊・東京）
- 1970年 「COMMERCIAL GRAPHIC展」（メルトン画廊・カナダ）
- 1971年

「田名網敬一・アメリカ生まれのセールロイド」（ギャラリーデコール・東京）
「シネマ・デモンストレーション」（草月会館ホール・東京）
- 1972年

「田名網敬一フィルム作品集」（天井桟敷館・東京）
「ゼンマイ仕掛けのマリリン」（ギャラリーデコール・東京）
- 1974年 「田名網敬一・恋のスーパーオレンジシリーズ」（西村画廊・東京）
- 1976年 「田名網敬一・シリーズ幼視景」 (西村画廊・東京)
- 1977年 「田名網敬一・忘遠鏡シリーズ」（青画廊・東京）
- 1979年 「田名網敬一・もう一つの人工の楽園シリーズ」（青画廊・東京）
- 1980年 「田名網敬一・擬景図鑑シリーズ」（ギャルリー・ヴィヴァン・東京）
- 1984年 「田名網敬一・宵に燃えるシリーズ」（ギャルリー・ヴィヴァン・東京）
- 1985年 「百花繚乱・田名網敬一 '60年代ポスター展」（ギャラリー360°・東京）
- 1986年

「ハリウッド・スターダスト」（ギャラリー360°、有楽町西武マリオン・東京）
「田名網敬一の楽園・空中回廊」（渋谷・西武シードホール・東京）
- 1987年

「田名網敬一」（アヌシー・シャトウ美術館・フランス）
「田名網敬一・昇天する家」 (プラスマイナスギャラリー・東京)
- 1989年 「田名網敬一の新作・森の掟展」 (渋谷・西武シードホール・東京)
- 1990年 「田名網敬一・森の掟展」（西武ホール・滋賀）
- 1991年

「田名網敬一・螺旋の森－2展」（乃木坂アートホール・東京）
「田名網敬一版画展・森の祝福」（村松画廊・東京）
- 1992年 「田名網敬一の世界展」（池田20世紀美術館・静岡）
- 1994年

「田名網敬一・版画の仕事1967－1994」（川崎市民ミュージアム・神奈川）
「田名網敬一の映画・記憶のイメージ」（川崎市民ミュージアム・映像ホール）
- 1995年

「田名網敬一版画展・見立てる」（ギャルリー・ヴィヴァン・東京）
「田名網敬一版画展・記憶をたどる旅」（牧神画廊・東京）
- 1996年 「田名網敬一・版画100展」（中京大学C・スクエア・名古屋）
- 1998年 「田名網敬一・ドライポイントによる変奏曲」（ギャルリー・ヴィヴァン・東京）
- 2000年 「田名網敬一・1960年代のグラフィックワーク」（ギャラリー360°・東京）
- 2001年

「田名網敬一・BLOW UP出版記念展」（ギャラリー360°・東京）
「田名網敬一・金魚博覧会」（国際フォーラム・エキシビジョン・スペース・東京）
「田名網敬一・ドローイング3000展」（ギャラリー360°・東京）
「田名網敬一・金魚の潜む絶景展」（graf media gm・大阪）
「田名網敬一・快楽伝説1971－2002」（アップリンクファクトリー・東京）
- 2002年 「時代の触覚・田名網敬一のグラフィックワーク1967－2002」（京都造形芸術大学ディーズギャラリー・京都）
- 2003年

「田名網敬一のコラージュ・FLOWERS」（アートスペースユーメリア・東京）
「田名網敬一・GET BACK」（ギャラリー360°・東京）
- 2004年

「DISCO UNIVERSITY展(with 宇川直宏）)　（KPOキリンプラザ大阪）
「TANAAMI'S BEAUTY PARADE展」（成山画廊）
「田名網敬一の家具展」（graf media gm・大阪）
「田名網敬一・昇天する家具 + 綺想する都市展」（EX'REALM・東京）
「田名網敬一・大遊園都市展」（IDEE・京都）
- 2005年

個展（TRANSPLANTGALLERY・ニューヨーク）
「田名網敬一の映画・グラフィック100展」（ノルウェー国際短編映画祭・ノルウェー）
- 2006年

「田名網主義 (TANAAMISM) 展」 （銀座グラフィックギャラリー・東京）
「田名網敬一・ビックリ箱構造の解剖展」　（京都造形芸術大学 ギャラリーAUBE・京都）
「田名網敬一・KAMON展」（ロンドン・ベルリン・メルボルン）
- 2007年 「DAYDREAM」（NANZUKA UNDERGROUND・東京）
- 2008年

「DAYTRIPPER」（Art & Public_Cabinet PH・ジュネーブ）
「SPIRAL」（Galerie Gebr.Lehmann、ベルリン）
「COLORFUL」（NANZUKA UNDERGROUND　東京）
- 2009年

「Keiichi Tanaami- Drowning by Drawing」（Galerie Merkle、シュトットガルト）
「KANNOOON」（NANZUKA UNDERGROUND　東京）
「colorful」（NANZUKA UNDERGROUND　東京）
- 2010年

「Wander in The Chaos World-Keiichi Tanaami’s Fantastic World」（華美術館、中国深圳）
「still in dream」（Frieze Art Fair, NANZUKA UNDERGROUND）
- 2011年 「NO MORE WAR」（Art Basel, NANZUKA UNDERGROUND）
- 2024年「田名網敬一展 記憶の冒険」（国立新美術館[6]）

## 著書目録

### 画集
- 1963年 「卵形」（モダンアートセンター）
- 1966年 「田名網敬一の肖像」私家版
- 1969年 「虚像未来図鑑」（ブロンズ社）
- 1974年 「田名網敬一の世界」（立風書房）
- 1984年 「田名網敬一・1979－1984」（私家版）
- 1986年 「空中回廊・田名網敬一の楽園」（集英社）
- 1989年 「森の掟」（扶桑社）
- 1990年 「田名網敬一の美術」（佐野画廊）
- 1991年 「森の祝福」（佐野画廊）
- 1992年 「百象」（トムズ・ボックス）
- 1994年

「田名網敬一版画の仕事・1967－1994」（川崎市市民ミュージアム）
「ハリウッド・スターダスト」（三心堂出版社）
「記憶をたどる旅」（三心堂出版社）
- 2001年 「BLOW UP」（青幻舎）
- 2002年

「AMIGOS」（ギャラリー360°）
「踊る金魚」（アムズ・アーツ・プレス）
- 2004年

「BLOW UP-2」(青幻舎)
「夢と記憶」（STUDIO WARP）
「田名網敬一の肖像」復刻版（田名網敬一デザイン事務所）
「田名網敬一・百華狂乱」（プリンツ21）
- 2005年 「spiral」（青幻舎）
- 2006年

「KAMON」（KING OF MOUNTAIN）
「Keiichi Tanaami」ggg Books-76 （トランスアート）
「Layers」（青幻舎）
- 2007年 「DAYDREAM」（グラフィック社）
- 2008年 「colorful」（Nanzuka Underground）
- 2009年 「壷中天」（Nanzuka Underground）

### 版画集
- 1971年 「アメリカ生まれのセールロイド」（ギャラリー・デコール）
- 1974年 「朝食はホットケーキ」（立風書房）
- 1986年 「ハリウッド・スターダスト」（イメージ・フォーラム）
- 1990年 「螺旋の森」私家版
- 1991年 「森の祝福」（佐野画廊）
- 1998年 「変奏曲」（ギャルリーヴィヴァン）

### 絵本
- 2017年　だましえあそび「ハテナちゃんとふしぎのもり」（ART´Publishing）

### 映画のエッセイ集
- 1978年 「人口の楽園」（八曜社）

### 共著
- 1996年 「100米（メートル）の観光」（筑摩書房）

### 個展カタログ
- 1975年 「映画の彼方へ・田名網敬一」（イメージ・フォーラム）
- 1991年 「螺旋の森・2」（乃木坂アートホール）
- 1992年 「田名網敬一の世界」（池田20世紀美術館）
- 1994年 「田名網敬一のドローイングと版画の仕事」（彩の美術館）
- 2002年 「田名網敬一・アニメーションカタログ」（京都造形芸術大学情報デザイン研究センター）
- 2004年 「ウィークリーTANAAMI」（恵文社一乗寺店）

### 編集責任/アートディレクション
- 1998－2000　「情報デザインシリーズ」京都造形芸術大学編（角川書店）
  - Vol.1　イラストレーションの展開とタイポグラフィの領域
  - Vol.2　写真の変容と拡張
  - Vol.3　グラフィックデザインの視点と発想
  - Vol.4　映像表現の創造特性と可能性
  - Vol.5　情報社会とコミュニケーション
  - Vol.6　情報の宇宙と変容する表現

### DVD
- 2002年 「TANAAMISM 映像の魔術師 1975-2002」（ブロードウェイ）
- 2002年 「TANAAMISM-2 映像快楽主義　1971-2002」（ブロードウェイ）
- 2003年 「TANAAMISM」 DVD-BOX（ブロードウェイ）
- 2004年 「SCRAP DIARY+ANIMACTIONS!!」（CREAGE）

## 映像作品
- 1971年

「JAM POT」16mm color 24分
「GREEN・RED」 16mm color 12分
「SHE」 16mm color 8分
「PUSSY」(2面マルチ) 16mm color 12分
「RAINBOW・SCENE」(3面マルチ) 16mm color 11分
- 1973年 「U.F.O」 16mm color 4分
- 1974年

「SWEET TOUCH OF LOVE」 16mm color 3分
「GET BACK ON THE HILL」 16mm color 12
- 1975年

「4・EYES 16mm color」 9分
「WHY」 16mm color 10分30秒
「月を撃て(SHOOT THE MOON)」 16mm color 8分
「光景(SPECTACLE)」 16mm color 16分50秒
「PHOTOGRAPHS AND MEMORIES」 16mm color 23分
「LOOK AT THE WOOD」16mm color 12分
「人工の楽園」16mm color 14分
「人間模様」 16mm color 5分
- 1976年 「カサブランカ」 16mm color 9分42秒
- 1977年 「ジキルとハイド」16mm color 13分
- 1978年

「フランケンシュタイン」16mm color 11分
「幼視景」（序説）16mm color 11分12秒
「幼視景」（予告編）16mm color 3分
- 1979年 「幼視景」（もう一つの虹色都市）16mm color 17分17秒
- 1980年 「ふいに眩暈に襲われもする暗闇」16mm color 27分
- 1981年 「旅寓彩色」16mm color 15分
- 1984年 「夢型録」16mm color 30分
- 2002年 「WHY Re-mix 2002」DV color 3分20秒

### アニメーション作品
- 1965年 「仮面のマリオネットたち」 35mm color 8分
- 1966年 「おんな」（沢田重隆・共作） 35mm color 7分
- 1971年

「GOOD-BY MARILYN」 16mm color 4分52秒「GOOD-BY ELVIS and USA」 16mm color 7分
「FLICKER LOVE NO.1」 16mm color 4分
「COMMERCIAL WAR」 16mm color 4分30秒
- 1973年 「OH! YOKO!」 16mm color 4分
- 1975年

「優しい金曜日」 16mm color 3分
「CRAYON ANGEL」 16mm color 3分
- 2000年 「闇の記憶・夢の陰影」 16mm color 4分
- 2001年 「風の呼吸（アニメーションによる往復書簡）」　16mm color 4分
- 2002年

「スクラップ・ダイアリー」 16mm B&W 4分
「夏の視線-1942」 16mm color 4分
「メモリーズ（幼年期の情景）」 16mm color 3分15秒
「Walking Man」 16mm color 6分
「GOLDFISH FETISH」　DV color 6分
- 2003年

「PUZZLE OF AUTUMN」 DV color 8分
「FETISH DOLL」 16mm color 6分
「田名網敬一の肖像」 DV color 6分
- 2004年

「LANDSCAPE」　16mm color 4分25秒
「夢10夜」 16mm color 6分
- 2005年

「TRIP」 16mm color 4分30秒「マドンナの誘惑」　16mm color 4分
「BLOW UP 2」 DV color 8分
「4・EYES Re-Mix 2005」　DV color 7分
「MADONNA」 DV color 5分
「The Harmonic Gleam Vibration」 DV color 10分
- 2006年 「NOISE」 16mm color 8分50秒
- 2007年

「一寸法師・INCH-HIGH SAMURAI」 16mm color 4分35秒
「キリコ・DE CHIRICO」 16mm color 4分30秒

## 受賞歴
- 1958年 - 日本宣伝美術会特選（『花嫁と狼』）
- 1966年 - 第2回ブルーノ国際グラフィック・ビエンナーレ展特別賞
- 1970年 - アメリカCFフェスティバル最優秀グラフィック賞